# Phonophilus portentosus
Phonophilus portentosus är en spindelart som beskrevs av Ehrenberg 1831. Phonophilus portentosus ingår i släktet Phonophilus och familjen vargspindlar.
Artens utbredningsområde är Libya. Inga underarter finns listade i Catalogue of Life.